# 都市傳說解體中心
《都市傳說解體中心》是墓場文庫開發的一款冒險解密遊戲，於2025年2月由集英社遊戲發售。遊戲講述了大學生福來淺見，作為都市傳說解體中心的調查員，參與到各種神秘事件的調查中。
遊戲採用像素美術風格，故事的舞台為東京，以都市傳說為題材。製作組在角色設計、玩法機制和劇情內容上都參考了不少都市傳說。如製作組參考了都市傳說的傳播方式，設計了讓玩家調查社交媒體的機制。同時，遊戲也內置解說功能，對登場都市傳說進行簡短說明，方便玩家理解。媒體對該作的整體評價以正面為主，評論員稱該作「麻雀雖小、五臟俱全」。評論員大多稱讚角色立繪的豐富表情，以及關鍵劇情的精彩演出。玩法和劇情方面的評價則意見不一，主要的批評集中在玩法重複性高，遊戲節奏太慢，還有劇情後期反轉生硬等問題。

## 玩法
《都市傳說解體中心》採用冒險解密遊戲的玩法，玩家扮演少女福來淺見，她是處理神秘事件的組織調查員，在上級廻屋涉的協助下解決多個案件。福來淺見擁有靈視能力，會在調查中派上用場。在調查展開之初，玩家需要在社交媒體上收集網絡上關於案件的線索和傳言，其中福來淺見使用靈視能力可以標記文章和留言中的關鍵內容。現場調查時，玩家可以與在場人士對話，探索場景中的物品以獲得線索。福來淺見在案件現場使用靈視能力，會看到一些過去的殘影，代表過去之人在現場的行動軌跡。收集到足夠線索後，迴屋涉會用電話聯絡福來淺見，以一問一答的方式，協助福來淺見洞悉案件的真相。遊戲共有六個章節，使用自動存檔，解密部分可以無限試錯，沒有失敗懲罰。

## 劇情
女大學生福來淺見，自幼擁有靈視能力，偶爾會看到現實不存在的東西。某天她撿到一張「都市傳說解體中心」的宣傳，中心宣傳可以解決各種神秘事件。淺見本打算前往中心解決靈視帶來的困擾，結果被中心主任廻屋涉設計下，成為中心的調查員。在廻屋涉的幫助下，淺見能以眼鏡為媒介，自由觸發靈視能力。之後，淺見和另一個調查員Jasmine合作調查案件。第一個案件「床底的男人」中，報案人佐藤美櫻是淺見的好友，最近她的家中出現不明的入侵者。經朋友清水榮子幫助下，委託中心查明真相。事件不知為何傳到網絡上，不少網友對美櫻人肉搜索，還找出美櫻過去援助交際的記錄。淺見在一番調查下，發現榮子是幕後黑手，榮子得知美櫻的經歷後，刻意靠近美櫻，並設計用入侵者恐嚇美櫻，還在網絡上散佈謠言，逼迫美櫻依靠她，打算藉此控制美櫻去做買春。
在第二案件「血腥瑪麗」中，報案人谷原蘑菇是一個靈異系直播主，在一家凶宅進行降靈直播期間，有網民發現他身後有奇怪的身影，事後谷原委託中心調查是否真的有幽靈。淺見調查後發現，凶宅的殉情案和另一個自殺案的情報在傳播過程中混淆了。殉情案的女方其實並沒有死去，她將凶器藏在鏡子內，在康復後一直在尋求毀滅凶器的機會。谷原利用鏡子為題材直播，讓她深感不安，於是假扮幽靈恐嚇對方。兩個案件的報案人都曾獲得一張「光明牌」，卡牌上的畫面都預示了報案人解決案件後的結局。光明牌最早出現在七年前的上野天誅事件，網上一個熱衷討論陰謀論的鯊魚島論壇中，論壇網民認為世界不久會迎來「大重置」，光明牌就是預言實現的先兆。
第三個案件「異界」中，網絡上出現一個以神秘主題為噱頭的導覽團，傳聞參與者都失蹤了。廻屋涉派遣淺見和Jasmine潛入導覽團。導覽團在深夜的上野公園中舉行，行程中各種謎題都與上野天誅事件有關，一行人最後被困在一個地下車站。淺見在一路上的調查中，發現潛藏在參與者中的主辦人及其目的。上野天誅事件死者野村健吾的妹妹野村朋子，不滿案件成為懸案，暗中調查，以導覽團為名召集了數名嫌疑人，希望在行程中找出兇手。然後朋子無法確認兇手，便把心一橫殺死所有參與者。在淺見勸說下，朋子放棄了計劃。第四個案件「取子箱」中，網紅帶貨主播眉崎潤收到一個奇怪的箱子，他女友無意中打開箱子，發現箱子寫滿了各種詛咒，女友不久也感到身體不適，於是兩人委託中心調查。淺見負責查明誰寄出了箱子。經過一番走訪，淺見發現眉崎潤曾出售過一些不合規的商品，最近網上寄售的茶葉來自某個村子的庫存，且帶有致幻成分。女友是因為喝了那些茶葉沖泡的茶導致不適，而箱子則是信奉鯊魚島的送貨員，為了實現光明牌上的預言而送出。
第五個案件「二重身」中，某家信息技术公司首席執行官黑澤優彌聘請中心尋找失物。優彌是前警察局長黑澤征二的兒子，他的公司負責警方部分網絡業務。公司職員和家中清潔工都聲稱遇到另一個黑澤優彌，這個分身盜取了征二可以訪問警方機密網絡的驗證卡片。淺見調查發現，公司職員和家中清潔工都是鯊魚島信徒，是他們合謀盜取驗證卡片。在揭露真相時，鯊魚島信徒也展開行動，入侵到征二家中，Jasmine當場制止了入侵者，同時表明了警察臥底的身份。原來警方很早就關注到，鯊魚島論壇的管理員暗中散佈光明牌消息，警方一度懷疑中心與鯊魚島有關，Jasmine是警方派往中心的臥底。Jasmine認為中心沒有嫌疑，她決定根據驗證卡片的使用記錄，親自捉捕幕後黑手。然而，捉捕行動以失敗告終，Jasmine受傷昏迷，她在昏迷前似乎發現了重要線索。警方打算利用淺見的靈視能力找出線索，及早制止幕後黑手。同時，管理員利用網絡現身，要求警方公開上野天誅事件隱藏的秘密，否則會公開他收集到的警方機密資料。
在警方授權下，淺見得以進入警方的檔案中心，查看上野天誅事件的相關資料。淺見成功推斷出，管理員是上野天誅事件中，被傳言是案件兇手的如月努之弟如月步。淺見還找到管理員的秘密基地，發現清水榮子、谷原蘑菇、導覽團參與者之一的山田、眉崎潤和黑澤優彌都被囚禁在基地內。淺見與管理員通過網絡直播對質，兩人的對話拼湊出如月步的計劃。如月步是一名天才黑客，他調查發現自詡義警的五人團隊5 Society才是上野天誅事件的兇手。5 Society會網絡直播私刑。七年前5 Society直播時誤殺了野村健吾，成員之一的黑澤優彌藉著父親的影響力，封鎖了所有消息，還引導輿論攻擊案件嫌疑人如月努，如月努因為謠言而遭到網絡霸凌，最終自殺。得知真相後，如月步一直謀求復仇，他組建了鯊魚島論壇，培養信徒。淺見調查的五個案件，其實都是他策劃針對5 Society成員的行動，在擴大影響力之餘，也讓社會關注上野天誅事件的真相。在討論末，如月步公開直播了當年警方刪除的私刑視頻，還公開大量警方機密資料，淺見也揭穿了如月步的身份是廻屋涉。
事後，Jasmine和淺見一同前往中心逮捕廻屋涉。兩人在中心只發現一台電腦，電腦播放著淺見首次造訪中心的場景，畫面中只有淺見一人。Jasmine未曾與廻屋涉見面，一直都是淺見與廻屋涉對接，她馬上察覺到不對勁，一直跟隨的淺見也已經不見蹤影。警方之後的調查發現，如月步其實是如月努的妹妹，淺見是如月步構建的善良人格，並不知道如月努的事情，而廻屋涉則是如月步根據哥哥印象構建的另一個人格。

## 開發
林真理是集英社的遊戲部門「集英社遊戲」的製作人之一，該部門前身是2021年成立的「遊戲創作者CAMP」，這是一個支援獨立遊戲開發者的組織，該組織還舉辦一個同名的遊戲獎項。2021年度Google Indie Games Festival上，林真理將該獎項頒發給墓場文庫的《和階堂真的案件簿》，並邀請墓場文庫合作，開啟了一個新的懸疑遊戲專案。林真理擔任該專案製作人，墓場文庫四位成員負責開發工作，其中（關東煮）為美術兼設計師，MOCHIKIN負責程序，（kikkyawa）負責角色設計及劇本，（仇P）則負責配樂及音效。專案原定在一年半到兩年內完成開發工作。在試玩版推出後，由於獲得不少正面評價，於是林真理向公司申請增加開發預算，為專案增加更多劇情和場景美術，最終專案耗時三年完成開發。
墓場文庫早期曾想將新專案打造成《和階堂真的案件簿》的衍生作品，還打算轉型嘗試創作感人的故事。然而，這個提案很快就被林真理否決，他認為墓場文庫應繼續專注於其擅長的推理遊戲創作。之後半年內，墓場文庫又提交了多份提案，林真理從中選了一份以都市傳說為題材的提案作為專案開發方向。製作組參考了電視劇的独立单元剧方式設計劇情，專案每個章節為獨立故事，在每個章節的結局，會配上片尾曲來預告下一章的劇情，以勾起玩家對後續劇情的興趣。劇情中用到的都市傳說，日本國內外的都市傳說各佔一半。製作組除了考慮多樣性之餘，還會顧及各地玩家能否理解和「东京为舞台也不会有丝毫违和感」，為此遊戲內置了解說機制，對登場的都市傳說有簡短說明。
玩法方面，製作組考慮到都市傳說源於各種傳言的特性，加入調查社交媒體的機制。為了讓玩家更具有代入感，製作組力求還原現實中的社交媒體的場景，包括介面設計及對各地網絡用語進行本地化等細節內容。在測試階段，製作組發現調查社交媒體的玩法對玩家引導不足，導致玩家不清楚如何完成調查。為此製作組給相關關鍵字增加搖晃的演出效果，以吸引玩家注意到關鍵信息。至於解密部分，製作組取消了常見的選擇錯誤會導致遊戲結束的設計。取而代之的是，如果玩家選擇錯誤超過三次，系統會自動減少選項，方便玩家繼續推進遊戲。製作組還聽取了集英社遊戲測試員反饋的意見，增加了序章「受詛咒的椅子」作為解密的遊戲教學，幫助玩家快速上手。此外，針對「更多角色的魅力」的建議，製作組為角色繪製了半身立繪。這些立繪在角色對話時會在遊戲畫面中，並隨著對話內容變化表情，讓角色表現更為生動。
角色設計方面，廻屋涉是最早完成設計的角色，他最初被設定為玩家角色，但由於其設定過於神秘，不合適擔任主角。因此，製作組又設計一個新角色福來淺見擔任玩家角色，而廻屋涉重新定位為一個安樂椅偵探，在幕後就能完成解密。廻屋涉的推理演風格出則受到假面騎士系列啟發。廻屋涉和福來淺見的靈視能力設計靈感，源於都市傳說共濟會的理性之眼，福來淺見的姓氏則取自主導千里眼實驗的福來友吉教授。早期設計中，淺見是一個性格嚴肅的角色，後來修改為開朗、心思單純的性格。另一個主要角色Jasmine則是淺見的「相反存在」，兩個角色的性格設計成互補關係。
音樂方面，關東煮否決了仇P使用芯片音乐的建議，並要求改用合成器來製作配樂。關東煮認為，合成器更合適創作出符合專案都市傳說神秘感的音樂。主題曲則由另一個音樂家MURASAKI作曲填詞，製作組對這首歌曲的要求是帶有現代感，因此特別要求加入了饒舌元素，Kanna KATATA負責演唱。

## 發行
在開發期間，製作組就積極參與各種遊戲展會，宣傳作品之餘，也收集玩家對試玩版的意見。製作組設計了吉祥物Toshikai-kun在X上宣傳作品。2024年東京電玩展期間，集英社遊戲在會場中開設專門展位宣傳遊戲。集英社遊戲也連續在2024及2025年的台北國際電玩展上宣傳作品，在會場中展出中文試玩版。
2025年2月13日，遊戲登陸Steam、任天堂Switch、PlayStation 5平台，支持簡體中文、繁體中文等13種語言。由高橋英樹創作的外傳漫畫《都市傳說解體中心 異聞：扭動之謎》也在同日發佈。遊戲實體限定版，除了一些贈品外，還有一本包含開發內容的設定集，和由宮崎雄設計的改編桌遊《都市傳說解體中心 異界誘拐》。遊戲改編漫畫《都市傳說解體中心平行案件》於2025年4月3日在《Ribon》上連載，由石川惠美擔任編輯及作畫。

## 反響及評測
| 汇总媒体             | 得分                                    |
| -------------------- | --------------------------------------- |
| Metacritic           | - PC：75/100 - NS：81/100 - PS5：71/100 |
| OpenCritic（推荐率） | 72%                                     |

| 媒体       | 得分   |
| ---------- | ------ |
| Eurogamer  | [ 17 ] |
| 游民星空   | 8/10   |
| 游侠网     | 7.5/10 |
| Fami通     | 33/40  |
| Siliconera | 9/10   |
| inven      | 7.5/10 |

遊戲發售10日後，銷量便突破10萬套，發售三個月後，銷量超過30萬套。同年，該作獲得電擊獨立遊戲大賞的第一名，活動評論員稱讚作品的完成度很高。根據在Metacritic的匯總評分，媒體對該作的整體評價以正面為主。巴哈姆特電玩資訊站評論員玻璃罐頭稱讚該作「麻雀雖小、五臟俱全」，但也指出由於遊戲規模較小，因此未能提供分支劇情和更多樣的玩法。Siliconera編輯給與該作高度評價，她認為除了在調查和解密過程中出現的一些小問題，這款遊戲堪稱「完美的冒險遊戲」。
遊戲美術和演出獲得評論員的一致好評，《Fami通》評論員大讚角色表情細膩豐富，關鍵劇情的演出也「观感极佳」。也表示該作的美術和演出帶來了獨特的體驗，特別是出彩的劇情和解開案件的演出，更是是令人印象深刻。篝火營地評論員沁雅畅慧原以為這是一個恐怖遊戲，但實體體驗後，他認為作品整體體驗輕鬆，主要角色是典型的二次元人物類型，而關鍵劇情中出現的「精致的像素动画」更為氣氛塑造增色不少。表示該作的精靈圖都非常出色，尤其是角色立繪，風格簡約卻不失豐富的細節。她認為，該作的場景插畫和過程動畫可謂精美絕倫。inven評論員特別稱讚該作在色彩上的運用，場景和角色主要使用以藍色為主的冷色調，而進入靈視狀態時，場景則會轉換為以紅色為主的暖色調。這種強烈的色彩對比能迅速吸引玩家的目光。
玩法方面的評價意見不一，《Fami通》評論員認為謎題難度適中，解密的流程也「非常缜密」，另一個評論員則指出該作的解密玩法與主流解密遊戲一樣，並無顯著麼創新。Eurogamer、游民星空和游侠网評論員均提到玩法重複性高，略顯單調。沁雅畅慧和游侠网評論員怒风之殇更進一步指出，解密過程以選擇題和填空題形式呈現，缺乏足夠的挑戰性。怒风之殇特別提到，由於本地化造成的語法問題，部分填空題在中文中明明可以調換語序且不影響原意，但遊戲中卻無法這樣操作，這讓他十分「無語」。Gamer評論員各務都心認為該作節奏太慢，他希望能提高角色移動速度和文本顯示速度，以改善遊戲體驗。
劇情方面，評論員也意見不一，游民星空評論員细拉認為該作的案件設計創意十足，對某些社會現象的解讀也很有深度。他特別指出，案件中運用的叙述性诡计和劇情反轉令人拍手稱快，不過，他也提到，仔細推敲後會發現，案件細節上仍有一定的邏輯缺陷。同時他，细拉批評該作延續了《和階堂真的案件簿》中對話重複且拖沓的設計，未有進行優化。各務都心則認為，雖然每個獨立案件表現平平，但是它們之間串聯起來的主線劇情卻十分驚艷。觸樂評論員DLS_MWZZ稱讚「剧情设计堪称精密，诸多细节巧妙地环环相扣」。他提到，整體遊戲體驗類似觀看動畫劇集，特別是每個章節完結時會播放主題曲，這與一般的動畫劇集的做法差不多。怒风之殇則表示，故事後期的反轉「过分生硬」，讓整個劇情顯得有些虎頭蛇尾。

## 外部連結
- 官方网站 （日語）
- 《都市傳說解體中心》在視覺小說數據庫的頁面 （英文）